# جون بيتر (سياسي)
جون بيتر هو سياسي كندي، ولد في 3 مارس 1943.